# بییارامیل
بییارامیل (به اسپانیایی: Villarramiel) یک شهرستان در اسپانیا است که در استان پالنسیا واقع شده‌است.

## خصوصیات
بییارامیل ۳۰ کیلومترمربع مساحت و ۱٬۰۱۲ نفر جمعیت دارد.